# Ralf Groene
Ralf Groene (* 1968 in Wolfsburg) ist ein deutscher Industriedesigner. Seit 2015 ist er Head of Industrial Design Microsoft Device und für das Microsoft Surface verantwortlich.

## Leben und Wirken
Ralf Groene ist ausgebildeter Werkzeugmacher. An der Muthesius Kunsthochschule in Kiel absolvierte Groene von 1992 bis 1997 erfolgreich ein Studium in Industriedesign. Bereits zuvor arbeitete er von 1988 bis 1990 als Designer bei Interform Design in Wolfsburg. Ein Praktikum absolvierte er in der New Yorker Firma Teague. Noch während seines Studiums emigrierte Groene in die Vereinigten Staaten, wo er ab 1996 als Industriedesigner für unterschiedliche Firmen wie Palo Alto Design Group, frog design und IDEO arbeitete. 2006 wechselte er zu Microsoft, wo er 2015 zum Head of Industrial Design Microsoft Device befördert wurde.
Groenes Designphilosophie ist stark durch Bauhaus beeinflusst. Er entwarf unter anderem Ende der 1990er Jahre mit dem Rocket eBook eine der ersten E-Book-Reader. Mit seinem Wechsel zu Microsoft war die Arc Touch Mouse sein erstes Projekt. Mit dem Design zum Microsoft Surface etablierte sich Ralf Groene schließlich bei Microsoft, wo er 2015 zum Head of Industrial Design Microsoft Device befördert wurde. Damit zeigt er sich für alle Designentscheidungen aller Produkte bei Microsoft verantwortlich.